# Jordbro
Jordbro é uma localidade no município de Haninge, a sudeste de Estocolmo.
Está localizada na ilha de Södertörn, no nordeste  da província da Södermanland, a 20 km a sul da cidade de Estocolmo.
No seu património arqueológico, consta o maior campo funerário da Idade do Ferro, conhecido na Suécia.

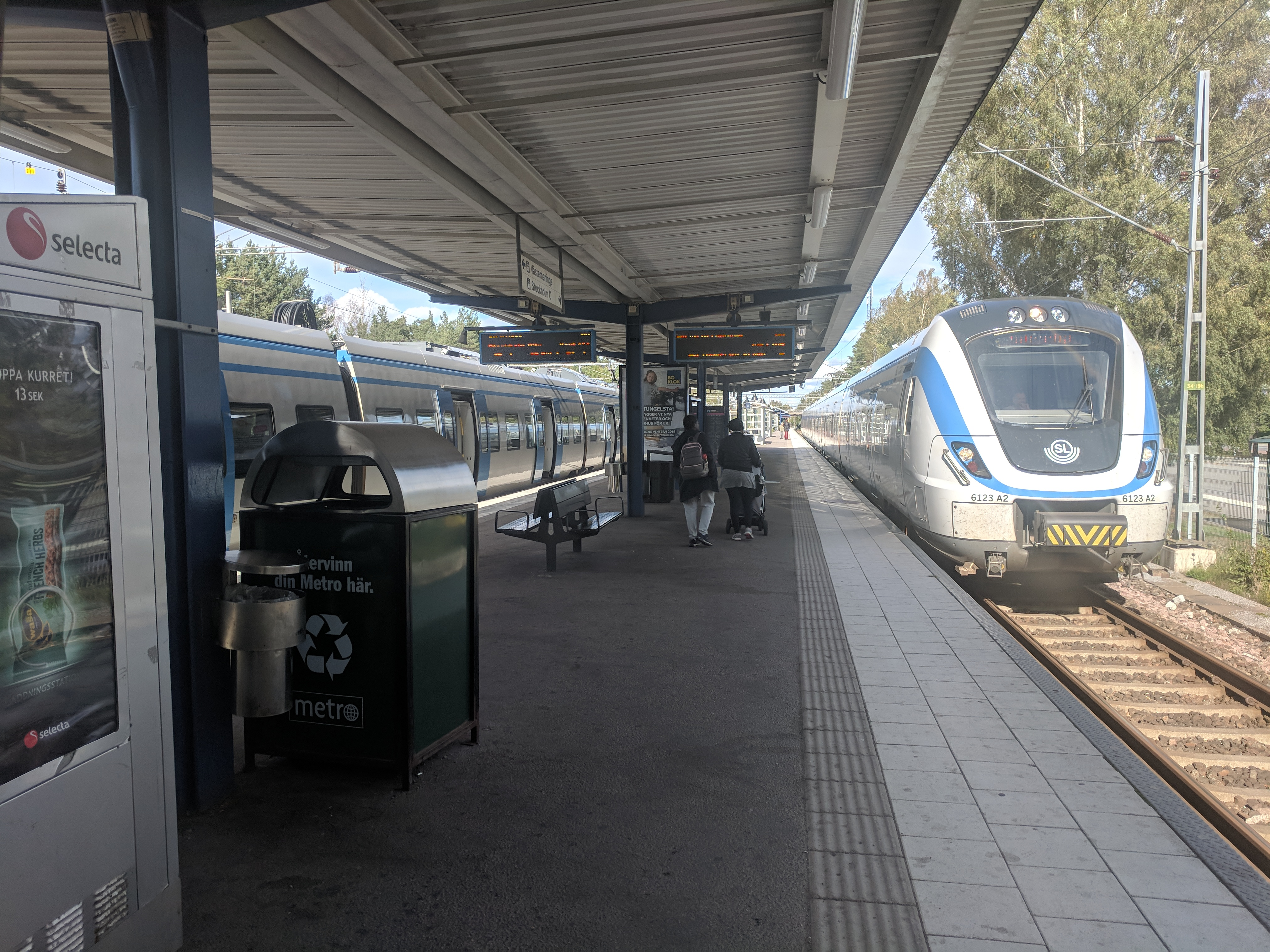
Estação ferroviária de Jordbro
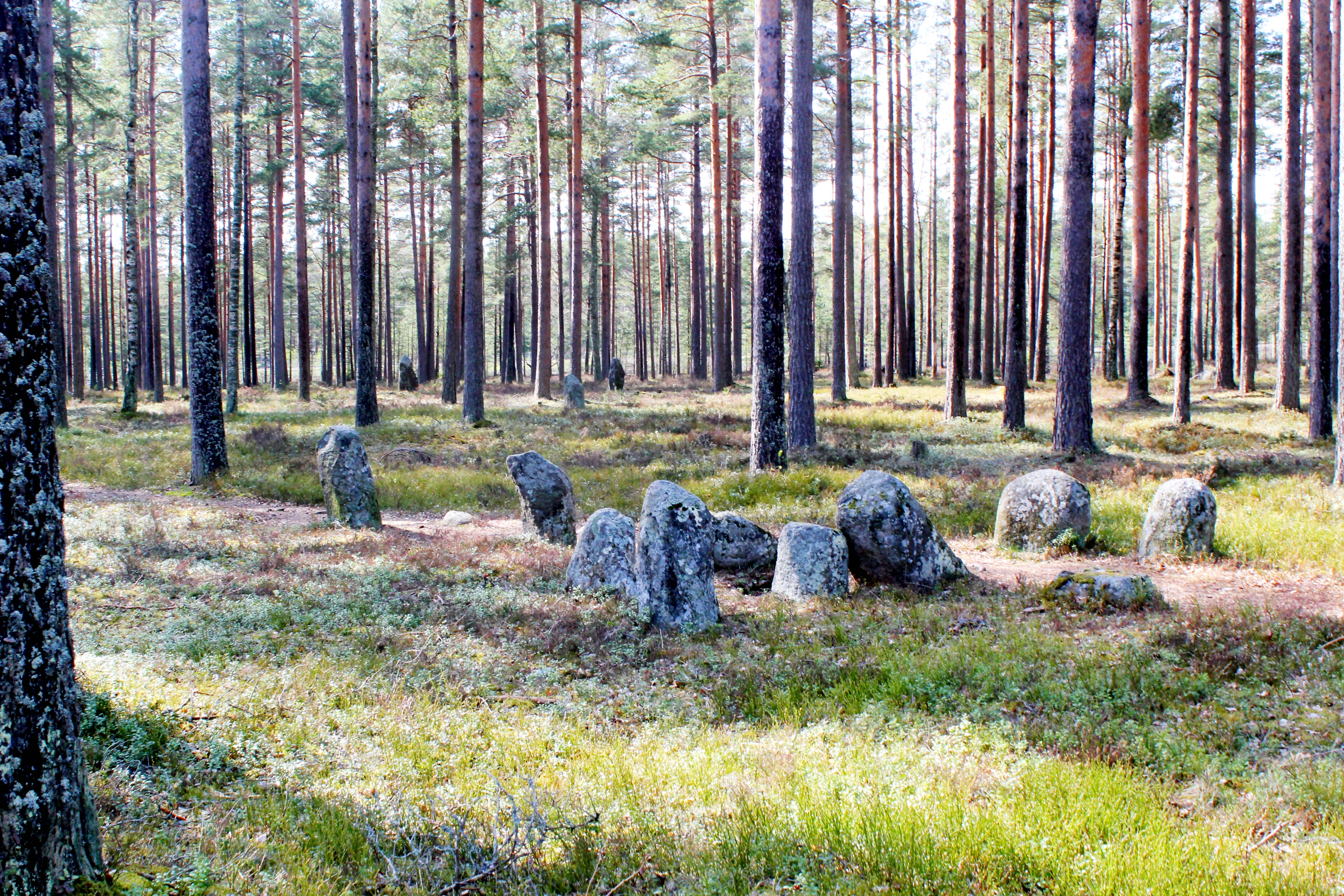
Campo funerário da Idade do Ferro